# Kolineacja
Kolineacja – wzajemnie jednoznaczne przekształcenie geometryczne przestrzeni geometrycznej, np. euklidesowej, afinicznej, liniowej, rzutowej (skończonego wymiaru), na siebie odwzorowujące proste w proste, tj. zachowujące współliniowość punktów.
Przykładami w geometrii euklidesowej są:
- wszystkie izometrie – symetria osiowa, przesunięcie równoległe, obrót i symetria z poślizgiem; podobieństwa jako złożenie izometrii z jednokładnością będącą kolineacją;
- przekształcenia afiniczne przestrzeni afinicznej {\displaystyle (A,V),} bowiem każde z nich jest złożeniem przesunięcia równoległego i przekształcenia liniowego przestrzeni liniowej {\displaystyle V,} również będącego kolineacją[2].

W geometrii rzutowej przekształcenie {\displaystyle f\colon P^{n}\to P^{m}} przestrzeni rzutowych o wymiarach {\displaystyle n} i {\displaystyle m} {\displaystyle (m\geqslant n)} figur {\displaystyle A\mapsto A'} nazywa się przekształceniem rzutowym, jeśli istnieje taka kolineacja {\displaystyle \phi :P^{n}\rightarrow P^{m},} dla której {\displaystyle \phi |_{A}=f}.